# Saint Paul (Dominica)
Saint Paul is een parish van de eilandstaat Dominica. Luchthaven Canefield, de tweede luchthaven van het eiland, bevindt zich bij Canefield. Het ligt ongeveer 4 km ten noorden van de hoofdstad Roseau.

## Massacre
Het dorp Massacre is genoemd naar de slachting van de Cariben in 1674. Het eiland was bewoond door Cariben. Thomas Warner was een Brit die in Saint Kitts was geboren. Hij had een Caribaanse vrouw getrouwd en was verkozen tot opperhoofd. Warner was van mening dat het eiland aan de Cariben toebehoorde. Zijn halfbroer Phillip was met een groep Britten uit Antigua op Dominica aangekomen. Hij gaf een groot feest, en tijdens feest vermoordde hij zijn halfbroer als startsein voor de slachting. In 2011 telde Massacre en Belfast 2.113 inwoners.

## Pont Cassé
In 1902 werd de Imperial Road gebouwd. Pont Cassé (ook Pond Cassé) ligt op de kruising tussen de noord-zuid en de oost-west verbindingen. Er werden twee bruggen gebouwd waarvan een scheefhoekig is en Pont Casse (gebroken brug) werd genoemd. In 2011 telde Pont Cassé, Springfield, en Sylvania 244 inwoners.

## Andere Dorpen
Canefield is het grootste dorp met 3.324 inwoners. Andere dorpen zijn: Cockrain en Mahaut.

## Galerij

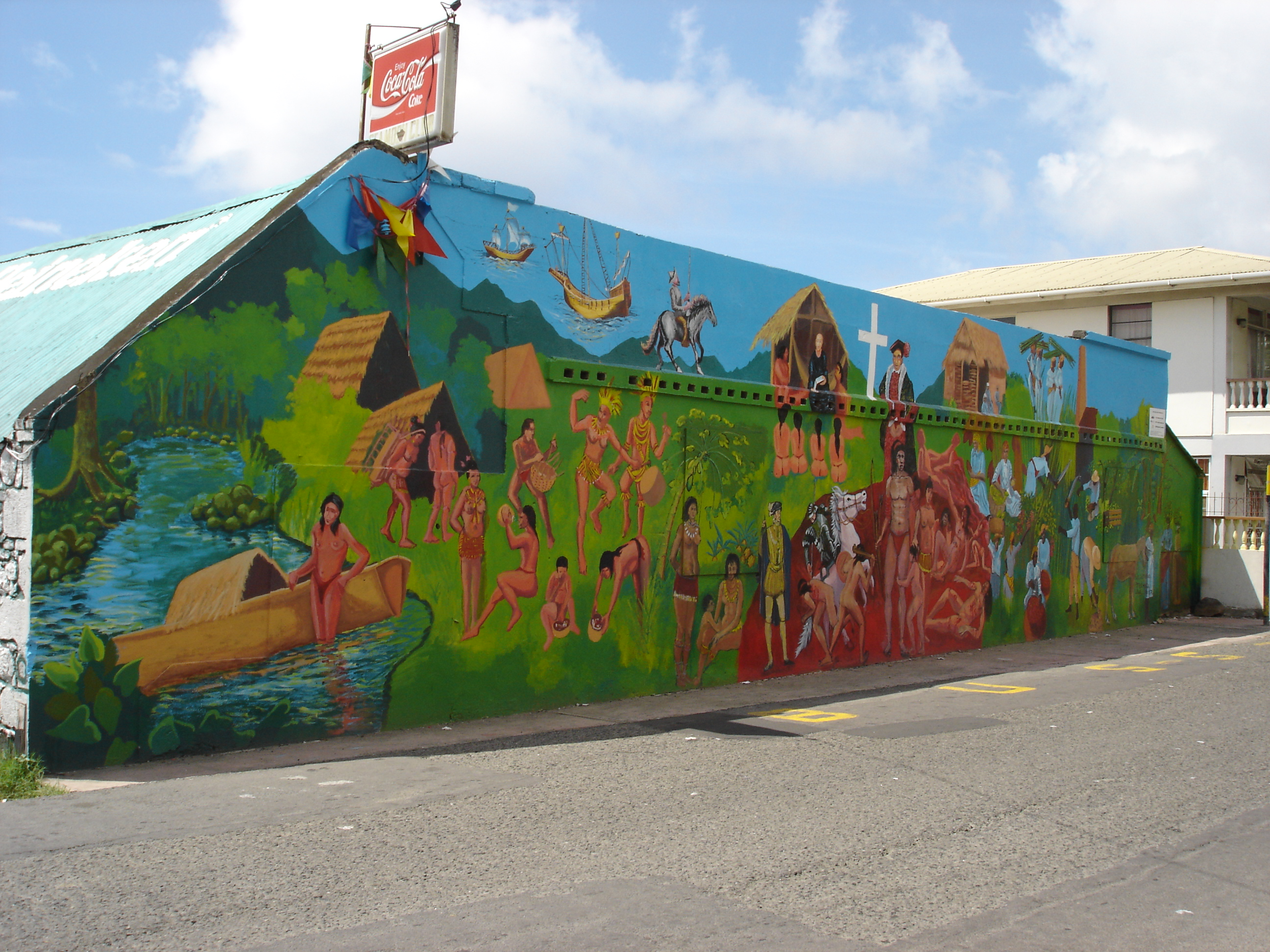
Muurschilderij in Massacre
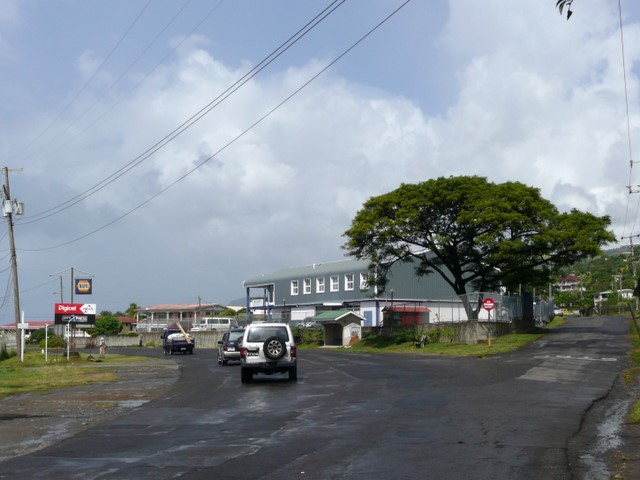
Canefield

- MusicBrainz: a27a73a2-cc50-4265-8f6d-5d67774bb9d7

Saint Andrew · Saint David · Saint George · Saint John · Saint Joseph · Saint Luke · Saint Mark · Saint Patrick · Saint Paul · Saint Peter